# SN 2010lw
SN 2010lw – supernowa typu Ia odkryta 17 maja 2010 roku w galaktyce A131122-0121. W momencie odkrycia miała maksymalną jasność 20,30m.